# Сирищник
 Тази статия е за селото в България.  За стомаха при преживните животни вижте Сирищник (анатомия).  
Сирищник е село в Западна България, област Перник, община Ковачевци.

## География
Селото се намира на 25 километра западно от град Перник и на 45 км от София, в близост до големия риболовен язовир „Пчелина“. През него преминава река Светля, която се влива в язовир „Пчелина“. Най-висок връх в Рудина планина (Рудини), който се издига над селото, е Сирищнишка рудина – 1172 м. Сирищнишка река пресича селото и се влива в река Светля.

## История
Историята на Сирищник или поне на предшестващите го селища, води началото си още от античността, за което свидетелстват останките от няколко древни поселения, намиращи се в границите на днешното селско землище. Антично селище, обхващащо площ от 15 дка, е разкрито в местността „Крънчов дол“ сред западните гънки на Черна гора, на около 3 км североизточно от селото. Следи от друго такова има в м. „Църквище“ при махалата Соколица, на 3 – 4 км северозападно. Пръснатите на това място археологически материали, на площ от около 5 дка, свидетелстват за съществуването на селищен живот през късната античност (IV-VI в.), както и през ранното средновековие. От същия период е и крепостта „Градище“ в м. „Ушите“, на около 1,5 км западно от селските гробища. Разположена върху естествено защитено възвишение в планината Рудини, тя заема площ от около 2 дка. В миналото са били запазени над земята част от крепостните ѝ стени, зидове от сгради, а между тях са намирани долиуми – делви (някои и сега се пазят в селото), керамични съдчета и бронзови монети. Днес на терена, зает от крепостта, има само фрагменти от строителна и битова късноантична (византийска) керамика, шлака и сгур. Част от материалите разкриват, че укреплението е съществувало и през ранното средновековие, подобно на селището в местността „Църквище“, което най-вероятно е било свързано с крепостта. Всички данни сочат, че твърдината е принадлежала към крепостната система от долината на река Светля, по която е минавал един от най-преките пътища от Тимошко-моравските земи към поречието на река Струма и Бяло море. Освен с охраната на долината, тя е била заангажирана и с металодобива.
Друг обект от същия период е надгробната могила, намираща се на границата със село Ковачевци, която вероятно е принадлежала на обитателите на античната вила рустика в Ковачевци.
Днешното село Сирищник е пряк наследник на старо средновековно селище. Писмени сведения за неговата по-ранна средновековна история няма, но изворите косвено сочат, че през XII-XIV в. тези земи (западната част на Мраката) често са минавали ту във византийски, ту в български или в сръбски ръце. След съдбоносната за България Велбъждска битка в 1330 г., като губеща страна, българите отстъпват на Сърбия земите на запад от с. Извор – „..вь мѣсто рекомо Извори..”, което се вижда от житието на сръбския крал Стефан Дечански, писано от архиепископ Данило. От дарствената Мрачка грамота (хрисовул) на цар Иван Александър от 1347 г. за Пещерския манастир „Св. Никола“ се разбира, че същите земи попадат отново в границите на България, респективно и Сирищник. Това разделение на историко-географската единица Мрака от предосманската епоха, несъмнено е повлияло на по-късното административно деление на Кюстендилски санджак (окръг) от Османската империя, при което се оформят две отделни административни звена (нахии) от нисше ниво със средища селищата Радомир и Сирищник.
В началото на османското владичество Сирищник е сравнително малко селище, дори спрямо някои от подопечните му села, което се обяснява от факта, че през първите десетилетия на XV в., тази част на Мраката е била силно засегната от опитите на османската власт да унищожи сръбските държавици – деспотства/жупи. Потвърждение за това дава и съкратения тимарски регистър от 1519, според който нахия Сирищник, във военноадминистративно отношение спадала към Кюстендилски санджак, но спрямо правораздаването все още била зависима от кадията на Шехиркьой (дн. Пирот), следователно отчасти спрямо София. От същия документ става ясно, че към нахията са описани села, както от областта Горно Краище, така и от Радомирско, което се е дължало на някакви видими белези, но и на спомените за историко-географско единство.
Тогавашния средностатистически облик на селището навежда на мисълта, че то е от неколкото в Мраката, които са възникнали в резултат на придвижването на крупни групи население, носещи част от имената на бившите си села. Активни преселвания е имало през периодите средата на XIII в./края на XIV в. и средата на XV в./началото на XVI в. от изходни точки в днешните Северна и Северозападна Македония и Южна Сърбия до различни части на Средна Западна България. Познати са някои топоними, които със заселването са могли да бъдат пренесени тук. В дарствена грамота на крал Стефан Душан от 1348/53 е регистрирано селище с името Сириникь от района на Враня и Призрен, в обкръжението на селища като: Прибоѥ, Кроушьчицоу (Кроушьчици), Ораховца, Сопина, Боучѥ, Гльбочица, Роудиноу, Клечевишта, Лабикѥвоу (Лабакѥво), Понорьць, Врьбницоу, Лестьница, Жеднь и др. В Тетовско се забелязва с. Сиричино, продължило съществуването си в средата на XV в. и след това. Бъдещи изследвания биха доказали дали името на днешното село Сирищник е свързано с някои от гореспоменатите селища.
Ценна податка, доказваща старинността на селото и принадлежността на жителите му към християнската вяра, е един поменик на Пшинския манастир „Св. Прохор Пшински“ (дн. в Сърбия), започнат в XV век и допълван през следващите векове, в който наред с Радомирь се среща и Сиришникь.
По-голяма част информацията за селището от османския му период идва от турските данъчни документи. Според обширния регистър за Кюстендилски санджак от 1570/73 г. разбираме, че по това време в Сирищник е имало 63 християнски семейства, 30 ергена (неженени), 12 бащини (войнушки семейства), 2 вдовици и два мюсюлмански чифлика. Тези данни показват, че селото вече се е разраснало – със значителен брой население, което с абсолютно мнозинство е било християнско. Посоченият не малък брой бащини (12 на брой), подсказва, че със заможната прослойка българи в лицето на войнушките семейства, които ползвали определени данъчни привилегии, селището е било с привилегирован статут, несъмнено отразявал се на общото му благосъстояние. Последното е засвидетелствано от строежа и поддържането на културни учреждения – църкви, манастири и др., каквито ги е имало много в района. Потвърждение на горното е изграждането на църквата „Св. Петка“ (понастоящем гробищен параклис), представлявала някога величав храм украсен с красиви стенописи. Но за жалост, днес този забележителен паметник на българската средновековна архитектура и живопис, се намира в окаяно състояние и е застрашен да бъде заличен! Вероятно с дарения е била издигната и една друга средновековна църква – т. нар. „Св. Никола – Летни“, намираща се под крепостта в м. „Ушите“, тя е оцеляла до наше време само в основи, върху които преди години е бил построен малък параклис.
Към селището Сирищник, освен едноименната махала са били причислени и махалите Арбанас и Свети Никола. Съвпадението на името на последната махала с това на близкия Ореховски (Пещерски) манастир – „Св. Никола“, дава основания да се предположи, че Мрачката обител е имала имоти (мезра) и в землището на Сирищник, които може би са били нейно достояние и през предосманския период. Тук трябва да се спомене и разрушената църква „Св. Никола“, която има вероятност да е била храм към тукашен метох или скит на Пещерския манастир.
Сирищник и прилежащите му села от Мрака и южните части на Трънско и Брезнишко присъстват и в списъците на джелепкешаните (овцевъдите) от 1576 г. В изворите от следващите два века вече се говори за кааза Сирищник.
През XVII в. „градецът Сирищник“ е бил и център на касаба (единица от съдебната система на Османската империя), което е потвърдено и от миналия оттук османски пътешественик Хаджи Калфа, който пише така: „..кадилък между Пиресник (Брезник) и Изнебол (Знеполе/Трънско), на 14 дни от Цариград, жителите му са българи християни”.
Към средището Сирищник административно и правно са гравитирали до 133 села (заедно с тези в Горно Краище), като някои от тях са: Радибош, Пчелинци, Калища, Жабляно, Земен, Горна Врабча, Одраница, Банище (Трънско), Божица (дн. в Сърбия) и т.н.
Сирищник е казалийски център най-късно до края на XVIII в. или до самото начало на XIX в., след което подопечните му села изпадат в зависимост от Радомир. Касабата Сирищиник е разтурена още по-рано. От 1731 г. е едно от последните споменавания на кадия в с. Сирищник, а през 1741 г. селището вече отсъства от изброените съдебни окръжия на територията на Западна България.
След като престава да бъде административен център, основни източни за проследяване развитието на Сирищник, представляват документите, свързани с религиозния живот на местното население. Тогава селището попада в най-устойчивото ядро както на каазата Радомир, така и на Радомирска епархия (епископия). То се среща в списъците на Рилските и Зографските поменици, както и в епархиалните списъци.
За стародавните християнски традиции в Сирищник, освен неколкото църковни сгради (останки от такива), свидетелстват и някой случайни преписки от богослужебни книги. Особен интерес представляват два графита от старата църква „Св. Петка“: „поп Петре 1720“ и „Да знае кога беше поп Цветко поп 1766“.
Село Сирищник не е останало чуждо на духовно-просветните процеси протекли в България през Възраждането. По инициатива на местни жители през 1865 г. е открито килийно училище. Първоначално училището се е помествало в една сграда намираща се в близост до черквата. По-късно тази къща станала тясна и населението на селото със собствени средства изградило четири учебни стаи.
След Освобождението големите миграционни размествания, които настъпват в процеса на придвижване на населението към освободените части на Княжество България, коренно променят състава на жителите на Сирищник. Сред новодошлите е имало доста занаятчии. Тъй като оттук минавал един от пътищата за София, от Кюстендилско и Краище, селото станало естествено средище за търговия и развитие на различни занаяти. Възникнала нова търговска улица, в която отворили врати магазини и работилници. Днес още се помни съществуването на 64 дюкяна, между които дърводелски, тенекеджийски и др. Край р. Светля тракали камъните на десетина караджейки – воденици. Били открити телеграфо-пощенска станция, клон на Българската земеделска банка, аптека, читалище и др. Всеки четвъртък в селото се провеждал пазар на добитък и манифактурни стоки, който се е посещавал масово от околните села.
За някогашното завидно благосъстояние на селището свидетелстват неколкото все още запазени старинни къщи с типична архитектура, включваща високи катове (етажи) и своеобразни еркери.
Стопанският възход на Сирищник е прекъснат след прокарването на жп линията София – Кюстендил, поради което търговският поток значително намалява. Друга причина за упадъка на селището е безобразното изсичане на горите след войните от началото на XX в., причинило големи пороища, довели от своя страна до унищожение на овощните градини, при положение, че те били един от основните поминъци на местното население.
След 1944 г., с колективизацията на селското стопанство, отливът на жители от селото продължава. Демографският проблем се задълбочава особено след 1989 г.
През 1972 г. село Сирищник е присъединено към село Ковачевци, Пернишко. Впоследствие, след демократичните промени, през 1991 година, отново се отделя като самостоятелно селище.

## Религия
Православно християнство – православен храм „Света Неделя“.

## Църква
Средновековната църква „Свети Димитър“ се намира вдясно от пътя за София, на около 1 км преди центъра на селото.
Старинната църква се състои от две части: от стара – малка, еднокорабна, едноапсидна, с полуцилиндричен свод и нова (притвора) – значително по-голяма, разположена в западната посока. При преизграждането на църквата през 1884 г. е била съборена западната стена на старата църква, така че двете да представляват едно цяло.
Градежът на стените на средновековния храм е от ломен камък и хоросан, като отвън стените са измазани.
Цялата църква е била изрисувана отвътре, а по време на доизграждането ѝ е нанесен втори слой стенописи върху старите. Под мазилката могат да се видят фрагменти от средновековната живопис: изображение на Св. Василий в апсидата, вдясно от прозорчето и др. При една реставрация на храма, от каквато се нуждае спешно, биха излезли истински шедьоври на българската средновековна монументална живопис.
Като се имат предвид архитектурното и живописно решение на старата част от църквата, характерно за Горнострумските земи, тя може да се датира към XV-XVII в.
Днес черквата се намира в плачевно състояние и всяко отлагане на възстановяването ѝ може да се окаже решаващо за по нататъшното ѝ съществуване!

## Образование
Основно училище „Св. св. Кирил и Методий“ с над 100-годишна история.
Читалище „Алеко Константинов“.

## Културни, исторически и природни забележителности
В центъра на селото има паметник, построен в чест на загиналите български войници, родени там.
На няколко километра от Сирищник се намира хижа „Джамен“.
В близост до селото има останки от антично селище.
В селото има хлебопекарна, където всяка нощ се пече хлябът за следващия ден. Хлябът е готов около 2:30 сутринта.

## Редовни събития
- На 14 януари се чества празникът на кукерите. На предния ден мъжете се обличат с костюми, които през последните години са доста съвременни, макар че се носят и маски на животни – мечки, вълци, лисици, както и на птици. Според възрастните хора тези маски се наричали лици (ликове). Както и в други краища на страната се носят големи звънци около кръста. Между кукерите има булка, поп, дявол, мечка и мечкар. На 14.01. хората се събират в центъра на селото около паметника, където започват шеги и закачки до късния следобед.
- Ежегодно на 24 май се провежда съборът на селото. Канят се всички роднини. В центъра се прави малък импровизиран панаир.
- Всяка година на 9 май в местността „Светената вода“ се организира курбан.

## Личности
- Георги Първанов – Президент на Република България (2002 – 2012)
- Никола Сергиев Ненков – ръководител на Централния военен архив към Генералния щаб на Българската народна армия от неговото създаване до пенсионирането му през 1988 е роден в с. Сирищник на 5 ноември 1928.
- Кръстю (Кръсто) Антов, македоно-одрински опълченец, 30 (32)-годишен, каменоделец, ІV отделение, 3 рота на Кюстендилската дружина, 3 рота на 7 кумановска дружина, носител на орден „За храброст“ ІV степен[2]

## Спорт и отдих
В селото съществува футболен отбор – ФК „Лазур“, който играе в „А“ областна група Юг – Перник.

## Транспорт
Светля	13:50, Сирищник 13:54, Ковачевци, Лобош, Калище, Егълница, Дебели лаг, Извор, Прибой, Радомир
София – Запад	15:16.
Времетраене на отсечката: 01:21 часа.
Дни на изпълнение: понеделник, вторник, сряда, четвъртък, петък, събота, неделя.